# Kick (альбом White Rose Movement)
| Оценки критиков | Оценки критиков |
| Источник        | Оценка          |
| --------------- | --------------- |
| Allmusic        | [ 1 ]           |
| NME             | [ 2 ]           |
| Pitchfork Media | (6.8/10)        |

Kick — единственный студийный альбом английской рок-группы White Rose Movement, выпущенный в 2006 году.

## Список композиций
1. «Kick» — 3:50
2. «Girls in the Back» — 3:32
3. «Love Is a Number» — 4:05
4. «Alsatian» — 4:35
5. «London’s Mine» — 3:43
6. «Pig Heil Jam» — 3:49
7. «Idiot Drugs» — 3:35
8. «Deborah Carne» — 3:14
9. «Testcard Girl» — 3:30
10. «Speed» — 3:59
11. «Cruella» — 13:41

## Бонус-трек
1. «Luna Park» — 7:40